# Самойлович Данило Самійлович
Дани́ло Самі́йлович Самойло́вич (справжнє прізвище — Сушко́вський; народився 11 (22 грудня) 1744, село Янівка, Чернігівський полк, Гетьманщина (тепер село Іванівка Чернігівського району Чернігівської області) — 20 лютого (4 березня) 1805, Миколаїв) — український лікар, засновник епідеміології в Російській імперії, фундатор першого в Україні наукового медичного товариства. Був військовим лікарем діючої армії в російсько-османської війні 1768—1774 років. Згодом понад 20 років працював головним лікарем Катеринославського намісництва. Першим довів можливість протичумного щеплення. Знаний французький лікар П. Ж. Кабаніс назвав його «величним благодійником людства».

## Біографія
Народився в родині священника о. Самійла Сушковського та його дружини Гафії. Перші знання отримав у Чернігівському колеґіумі. У 1756—1761 роках навчався у Київській академії. При вступі до Київської академії була традиція міняти прізвище, як і при зарахуванні в монастир. Мати записала Данила під новим прізвищем Самойлович (по імені батька), під нею лікар і залишився в історії медицини. Навчався Данило старанно та успішно, був одним із найкращих студентів. В академії хлопчик познайомився з майбутніми світилами медицини Нестором Амбодиком-Максимовичем, Андрієм Італинським, Іллею Руцьким, Михайлом Трохимовським, з якими дружив усе своє життя.
Своєму вступу на медичну ниву Самойлович зобов'язаний Івану Полетиці, старшому лікареві Санкт-Петербурзького генерального сухопутного госпіталю і професору Санкт-Петербурзької сухопутної госпітальної школи, який 1761 року під час спецвідрядження в Україну з метою набору учнів для госпітальних шкіл серед 55 студентів Києво-Могилянської академії відібрав і студента класу риторики — Самойловича.
З 1761 по 1765 рік здобував медичну освіту в Петербурзькій адміралтейській шпитальній школі. 1765 року отримав звання підлікаря, а 1767 року — лікаря. Деякий час очолював першу в Російській імперії жіночу венерологічну лікарню.
У 1768 році почалася російсько-османська війна, тож Самойловича мобілізували до армії, призначивши полковим лікарем. З 1768 по 1770 рік перебував на театрі бойових дій. Саме під час війни вперше зіткнувся з однією з найстрашніших хвороб людства — чумою, або моровицею, як тоді її називали, боротьбі з якою у майбутньому присвятив все своє життя. Як полковий лікар досягнув значного зниження захворюваності та смертності особового складу.
Діставши 1771 року призначення до Оренбурга і їдучи через Москву, застав там епідемію чуми, яка розпочалася ще 1770 року. Перед молодим лікарем постала жахаюча картина напівпустого, оточеного карантинними заставами міста. Добровільно залишився для роботи разом із колегою і земляком Петром Погорецьким у чумному госпіталі. Був членом протичумної комісії та завідувачем чумних шпиталів. Ще зовсім молодою людиною став справжнім організатором ліквідації цієї епідемії чуми. Досліджуючи свою хворобу, коли чумні бубони в паху розсмокталися самостійно, та хворобу сотень хворих, Самойлович дійшов висновку, що причиною його хвороби було необережне користування медичним інструментом, який пошкодив шкіру, куди й потрапила зараза, що він і ще декілька хворих, які одужали, не заразилися повторно. Отже, він дійшов висновку, що «двічі чумою не хворіють» і подумав про можливість щеплення проти чуми. Першим у світі встановив, як передається чума, довів її контагіозність, запропонував щеплення ослабленою вакциною, заклав основи власної системи протичумних заходів і успішно їх застосовував. Переконаний, що чума — інфекційна хвороба, він вже 1771 року запропонував різні засоби дезінфекції речей хворих на чуму, зокрема одягу, прищепив собі заражений матеріал, взятий від людини, яка одужувала після захворювання чумою.
За призначенням уряду в жовтні 1771-го Данило Самойлович отримав чин колезького асесора, звання штаб-лікаря і був прийнятий на службу до Московського департаменту Сенату. Тоді ж він очолив спеціальну комісію, яка координувала діяльність щодо боротьби з чумою в усій Російській імперії.
Після ліквідації епідемії разом з Опанасом Шафонським, Касіяном Ягельським і Опанасом Масловським Самойлович брав участь у написанні фундаментальної праці «Опис морової виразки, що була в столичному місті Москві з 1770 по 1772 р.», що підсумовувала досвід боротьби з епідемією чуми в Москві. Через рік її було перекладено і надруковано німецькою мовою.
У період боротьби з чумою друзі, зважаючи на наукове обдарування та сумлінність Самойловича, радили йому їхати за кордон для підготовки та захисту докторської дисертації. Зрештою, коли епідемія вщухла, він погодився, і це стало початком нової сторінки у його біографії. Його давно вже цікавила акушерська наука, адже материнська й дитяча смертність були надзвичайно високими. Продовжуючи лікарську та дослідницьку працю, 1776 року на власні кошти поїхав на навчання до Страсбурзького університету. У родопомічній школі університету Самойлович проводив дні та ночі, вивчаючи складну акушерську науку. Великий досвід дозволив йому вже у 1778 році створити відомий потім посібник з акушерства «Міська і сільська повитуха». Набувши великого практичного досвіду з акушерства згодом вступив до Лейденського університету, де 1780 року захистив докторську дисертацію «Tractatus de sectione symphyseos ossium pulis et… sectionem Caesareum» («Трактат про розтинання лонного зрощення та про кесарів розтин»), яка двічі була перевидана. Данило Самойлович першим із лікарів Російської імперії опублікував за кордоном не тільки докторську дисертацію, а й інші свої наукові праці. Його класичні твори «Міркування про щеплення чуми» (1783) і «Міркування про чуму, яка спричинила спустошення у столичному місті Москві» (1785; 1787) видані відповідно в Страсбурзі, Лейпцигу й Парижі, не тільки принесли йому світову славу, а й сприяли виходові російської науки на світову арену.
Після одержання докторського ступеня Самойлович ще протягом трьох років працював за кордоном в акушерських клініках Франції, Німеччини, Англії. Вивчав організацію медичної справи та вищої медичної освіти, маючи на меті все краще перенести на батьківщину. Але імператриці Катерині II стали відомі його критичні висловлювання на адресу монархічного уряду, і вона віддала розпорядження про позбавлення його будь-яких привілеїв та встановила таємний нагляд через «неблагонадійність».
Спалахи чуми, що загрожували російській армії і будівництву Чорноморського флоту, змусили царський уряд в особі намісника Новоросійського краю князя О. Потьомкіна 1784 запросити Самойловича для ліквідації чуми в Херсоні, призначивши його головним лікарем Катеринославського намісництва і Таврійської області, керівником медичної справи всього півдня України. До кінця життя його діяльність була пов'язана безпосередньо з Україною, зокрема з її південними регіонами та морськими кордонами. На цей час припадає і розквіт його наукової творчості.
Оглядаючи населені пункти, де лютувала чума, Д. Самойлович виявив багато недоліків в організації боротьби з небезпечною хворобою, несумлінне ставлення до своїх обов'язків карантинного лікаря В. Гофмана. В короткий термін він вжив невідкладних заходів, щоб виправити становище. У Херсоні та Кременчуці 1784 Данило Самійлович з успіхом використав свою систему протиепідемічних заходів, внаслідок чого кількість тих, хто одужав, досягла небувалого для тих часів рівня, що викликало широкий інтерес і захоплені відгуки у світовій мед. пресі. У Кременчуці вперше в світовій практиці Самойлович започаткував низку епідеміологічних експериментів, якими спростував думку про можливість зараження чумою через повітря, одним з перших у Європі широко практикував розтини померлих від чуми, здійснив першу в Росії, а можливо і Європі, спробу знайти збудника чуми, існування якого передбачав. Але мікроскоп ще був недосконалий. Свої спостереження виклав у праці Короткий опис мікроскопічних досліджень про суть отрути чумної, що їх проводив у Кременчуці Данило Самойлович (СПб., 1792; Миколаїв, 1795). 1784 року успішно ліквідував спалахи чуми в Криму та на півдні України. Його діяльність високо оцінив Катеринославський намісник І. Синельников, який, представляючи його уряду до нагороди, писав: «Д. Самойлович, — про нього інакше промовити не можна, як герой чумний або істинний Ескулап, чи коли хочете Гіппократ».
Данило Самійлович проводив велику санітарно-освітню роботу, вважаючи доконечно потрібним поширення елементарних знань та розумних порад серед населення щодо запобігання чумі. організував у Херсон спілку лікарів «Зібрання медичне в Херсоні», яка фактично стала зразком для медичних товариств у Російській імперії. У 1786 році імператор Священної Римської імперії Йосиф II нагородив Д. Самойловича великою золотою медаллю.
Великий внесок було зроблено Д. Самойловичем у розвиток військово-польової хірургії. Влітку 1787 турецький султан знову оголосив Росії нову війну. Самойловича терміново направили у район бойових дій рятувати поранених на Кінбурнській косі. Втілюючи ідею влаштування госпіталю поблизу театру воєнних дій, 1788 року відкрив у с. Вітовка (тепер мікрорайон у Корабельному районі Миколаєва) польовий госпіталь на тисячу чоловік, головним лікарем якого був з червня 1788 року до вересня 1790 року. При шпиталі він організував великий аптечний сад, у якому вирощували лікарські рослини. Так, як поранених було багато, Данило Самойлович розгорнув тут справжнє будівництво. Наприкінці 1788 року тут вже були збудовані зимові кам'яні палати, аптека, сараї, пекарня і, навіть, житлові будинки для медичного персоналу. Там вже працювали шість лікарів, фельдшер, аптекар і два учня. За два роки з 1788 по 1790 рік через госпіталь пройшли 16 тисяч поранених. Крім медичної допомоги, Самойлович вів значну організаційну роботу, створив і очолив трирічну медико-хірургічну школу. У битві під Кінбурном прямо на полі бою надавав медичну допомогу пораненому О. В. Суворову. 1790 року через незгоди з оточенням Г. О. Потьомкіна змушений був залишити працю.
Незважаючи на світову славу, не зміг отримати ніякої роботи ні в Петербурзі, ні Москві. Майже два роки прожив у рідній Янівці на Чернігівщині. І тільки 1792 року його запросили на скромну посаду ординатора Московського генерального сухопутного госпіталю. Указом імператриці Катерини II від 6 червня 1793 року Самойловича знову призначено головним лікарем усіх карантинних закладів України. 1795 року, після докладного обстеження стану карантинної служби в Україні та Криму, у спецдоповіді Петербурзькій медичній колегії запропонував низку заходів для поліпшення карантинної служби, а 1797 видав працю «Начертания о карантинах». За його участю створено карантинні заклади в Катеринославській і Таврійській губернії, на узбережжі Чорного моря, що започаткувало систему карантинів на півдні України, продовжену в XIX ст.
За своє життя Данило Самойлович брав участь у ліквідації дев'яти найбільших епідемій чуми у Російській імперії (Москва, Київ, Молдавія, Кременчук, Херсон, Тамань, Одеса, Дубоссари, Крим), тричі хворів на чуму, під час «чумного» бунту в Москві мало не загинув від рук розлюченого натовпу. У 1796—1799 роках побував на спалахах чуми в Одесі й Тамані (1796), в районі Кам'янця-Подільського (1797) і Дубоссар (1798), Феодосії і Катеринослава (1799), в Євпаторії, Очакові, Миколаєві, Катеринодарі та інших південних містах.
У 1800 року було реорганізовано карантинну службу Російської імперії, і посада головного карантинного лікаря була скасована. Самойлович погодився зайняти посаду інспектора Чорноморської медичної управи, яка знаходилась у Миколаєві. Очолюючи її в останні роки життя (1801—1805), він і далі узагальнював свій багаторічний досвід боротьби з епідеміями, вніс суттєві доповнення до російського «Карантинного статуту» (1800), розробленого С. Андрієвським, Н. К. Карпинським та І. І. Вієном.
Наприкінці січня 1805 року Данило Самойлович, повернувшись із чергової інспекційної поїздки, тяжко захворів. Помер у Миколаєві 20 лютого 1805 року.
Самойлович — один з ініціаторів реформи медичної освіти в Росії наприкінці XVIII ст. Свої цілком сформовані погляди на медичну освіту, на питання лікарської деонтології (етичні норми поведінки медиків) та на ті якості, якими повинен володіти майбутній лікар, дослідник виклав в опублікованій роботі «Промова до слухачів госпітальних шкіл Російської імперії» та в цінній рукописній праці «Найбільш зручний спосіб відновлення в арміях медико-хірургічної науки» (її виявив і вперше детально описав у 1957 р. історик науки В. Купріянов). Самойлович — єдиний науковець у Російській імперії і єдиний український науковець, котрого обрали членом 12-ти європейських академій: Діжонської (15 серпня 1782), Королівської академії наук в Марселі (1782), Немської (1782), Нансінської медичної колегії (1783), Тулузької (1783), Королівської академії хірургії в Парижі (1783), Паризького вільного королівського вченого зібрання (1783), Падуанської (1784), Ліонської (1785), Майянсійської (1786), Туринської (1786), Мангеймської (1787). У свою чергу Російська академія ніяк не хотіла визнавати його наукових заслуг. Єдиним проявом уваги до нього стало присвоєння звання штаб-лікаря (1771) за участь у ліквідації чуми в Москві, а через 20 років — обрання почесним членом Санкт-Петербурзької державної медичної колегії (1792).

## Значення наукової діяльності

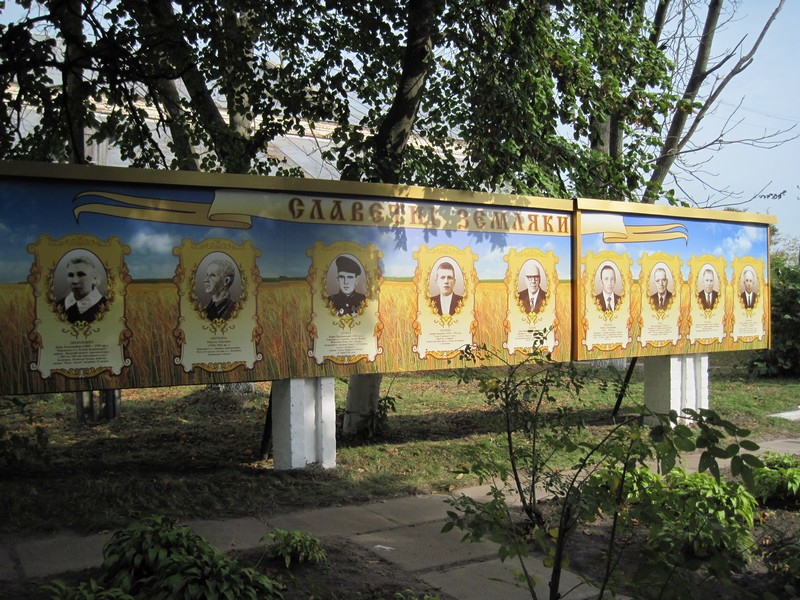
Меморіальна дошка в селі Іванівка, на якій зображено і Д. Самойловича

Самойлович першим у світі встановив, як передається чума. Відкинув міазматичну теорію походження цієї хвороби і довів контагіозність чуми (тобто, що зараження чумою відбувається при безпосередньому контакті з хворими або зараженими предметами). Запропонував щеплення ослабленою вакциною, заклав основи власної системи протичумних заходів і успішно їх застосовував. Переконаний, що чума — інфекційна хвороба, він уже 1771 року пропонував різні засоби дезінфекції речей хворих на чуму, зокрема одягу; прищепив собі заражений матеріал, взятий від людини, яка одужувала після захворювання чумою.
У Херсоні та Кременчуці 1784 року Самойлович з успіхом використав свою систему протиепідемічних заходів, внаслідок чого кількість тих, хто одужав, досягла небувалого для тих часів рівня, що викликало широкий інтерес і захоплені відгуки у світовій медичній пресі. У Кременчуці вперше у світовій практиці він започаткував деякі епідеміологічні експерименти, якими спростував думку про можливість зараження чумою через повітря.
Одним із перших в Європі широко практикував розтини померлих від чуми, здійснив першу в Росії (а, можливо, і в Європі) спробу виявити збудника чуми, існування якого передбачав.
Написав першу працю про сказ «Нинішній спосіб лікування з настановою як можна простому народу лікуватися від гризні скаженої собаки і від покусання змією».
Разом з іншими українськими науковцями-медиками (О. Шумлянським, С. Андрієвським, П. Шумлянським, М. Тереховським та іншими) опрацював методику, навчальні програми та плани для медичних шкіл.

## Вшанування пам'яті

Пам'ятник доктору Самойловичу в Миколаєві

Зібрання вибраних творів Самойловича вийшло в 1949—1952 рр. у Москві (там же — і бібліографія праць).
Д. Самойлович проголошений почесним громадянином міста Херсона.
1993 року на студії «Київнаукфільм» знято документальну стрічку «Він врятував нас від чуми» (з циклу «Невідома Україна. Лікарська справа в Україні») (15'23"; режисер і автор сценарію Юрій Тищенко, оператор Світлана Нові).
1969 року з нагоди 225-річчя від дня народження Самойловича на місці його поховання (територія сучасної Миколаївської обласної клінічної лікарні) та у мікрорайоні Богоявленськ міста Миколаїв, де в с. Вітовці був госпіталь, облаштований Самойловичем, встановлено пам'ятники. 
Спілкою істориків медицини та краєзнавців Миколаївщини виготовлено ювілейну медаль Д. Самойловича (1969), яка зберігається в історико-медичних музеях Києва, Москви, Санкт-Петербурга, Будапешта, Софії. 
Ім'ям Самойловича названо вулиці в м. Миколаєві, у м. Дніпрі та рідному селі Іванівка.
Встановлено меморіальну дошку (барельєф) на фасаді Кременчуцької гімназії № 7 Кременчуцької міської ради Кременчуцького району Полтавської області за адресою: вул. Пілотів, 41-Б в місті Кременчуці
У місті Дніпро перейменували вулицю Бехтерева на вулицю Данила Самойловича.

## Рекомендована література
- Daniel Samoïlowitz Opuscules Sur La Peste Qui, En 1771, Ravagea Moscou; Avec un discours aux éléves des hôpitaux de l'Empire de Russie (1787) на «Google Books»(фр.)
- Danilo Samojlovič Mémoire sur la peste: Qui, en 1771, ravagea l'Empire de Russie, sur-tout Moscou, la Capitale (1783) на «Google Books»(фр.)
- Jed Rivera Foland Дисертація на здобуття наукового ступеня PhD історичного факультету Університету Оксфорда «The Body through the Lens: Anatomy and Medical Microscopy during the Enlightenment» С. 216—314. (англ.)